# Friedenshügel
Der Friedenshügel (selten auch: Friedensberg; dänisch: Fredshøj) ist ein Grabhügel, der im Westen der Stadt Flensburg liegt und nach dem der Stadtbezirk Friedenshügel, sowie der Friedhof Friedenshügel benannt wurden. Er gehört zu den archäologischen Kulturdenkmalen der Stadt.

## Lage und Gestalt
Der Friedenshügel liegt im Stadtteil Friesischer Berg, an der nordwestlichen Seite des Haupteinganges des Friedhofs Friedenshügel. Der Grabhügel hat einen Durchmesser von 20 Metern und eine Höhe von 4 Metern. Auf dem Hügel steht der sogenannte Friedensstein. Der Hügel ist natürlich belassen. Eine Treppe zum Besteigen wurde nicht in den Hügel gebaut. Aber schon Jakob Röschmann erwähnt in seinem Buch von 1963 den heute noch existierenden „Wendelsteig“ (vgl. Wendeltreppe), der von der nördlichen Seite zur Kuppe des Hügels führt. Die nördliche Seite ist heute stark bewachsen. Die südliche Seite grenzt an den Friedhof. Der Hügel fällt ansonsten zu allen Seiten steil ab. Die westliche und östliche Seite des Hügels sind durchgehend mit Gras bewachsen.
Auf der Seite des Friedhofs, an der sich der Grabhügel befindet, führt auch die Bundesstraße 199 entlang. Einige Meter weiter befindet sich der Citti Park, ein großes Einkaufszentrum, wo die Buslinie 11 hält. Der Friedenshügel ist daher gut erreichbar.
Der nächste bekannte Grabhügel ist weiter nordwestlich der Nonnenberg, an der Grenze nach Harrislee.

## Geschichte
Beim Friedenshügel handelt es sich wohl um ein bronzezeitliches Großsteingrab (also ein Hünengrab). Im Jahr 1597 kam es zwischen den beiden Feldkommunen St. Nikolai und St. Marien zu einem über hundert Jahre andauernden Streit um die Grenze zwischen Nikolaifeld und Marienfeld. Im Jahre 1718 kam es mit Hilfe des Magistrats zum Vergleich zwischen den beiden Feldkommunen. Zum Abschluss der Grenzstreitigkeiten setzte man auf den besagten Hügel einen Grenzstein. Auf der einen Seite des bis heute erhaltenen Granitsteins ist ein N für St. Nikolai und auf der anderen Seite ein M für St. Marien eingeschlagen. Unter diesen Buchstaben ist das Jahr 1718 in den Stein gehauen. Des Weiteren trägt der Stein noch zwei Grenzlaufzeichen, den Buchstaben F und den Buchstaben F in Spiegelschrift. Die vereinbarte Grenzlinie bildete ungefähr der Langberger Weg, an diesem wurde offenbar eine ganze Zahl weiterer Grenzsteine aufgestellt, auf denen ebenfalls ein N und ein M sowie das Datum 1718 eingeschlagen waren. Einer dieser Steine wurde erst 2017, hinter dem Citti-Park-Flensburg, am Anfang des Langberger Weges, wiederentdeckt.
Im Jahre 1722 wurde der Friedensschluss schließlich vertraglich abgesichert. Dieses damals geschlossene „Friedensprotokoll“ belegt, dass der Hügel damals nicht als Grenzmarke künstlich entstanden ist, sondern zuvor schon existiert hat. Nach dem besagten Friedensschluss, erhielt der zuvor offenbar namenlose Hügel den Namen Friedenshügel und der Stein auf dem Hügel den Namen Friedensstein. Ein zusätzlicher Stein unterhalb des Friedenshügels, auf der östlichen Seite, trägt die Inschrift „Friedenshügel Anno 1722“. Wann dieser Stein aufgestellt wurde, ist offenbar unklar. Er wurde vermutlich erst bei einer späteren Neuherrichtung des Hügels gesetzt.
Im Jahre 1911 entstand beim Friedenshügel der „Friedhof am Friedenshügel“, der seinen Haupteingang beim Friedenshügel hat und nach ihm benannt wurde. Die Straße, die am Friedenshügel entlangführt, erhielt am 27. September 1962 den Namen „Am Friedenshügel“. Im Laufe der Zeit wurde der Name des Friedhofes verkürzt, so dass er heutzutage zumeist „Friedhof Friedenshügel“ oder nur „Friedenshügel“ genannt wird. Viele Menschen vermuten so auch auf Grund der dortigen Gräber fälschlicherweise, dass der Friedhof der ursprüngliche Namensgeber sei.

## Sage vom Friedenshügel
Die Sage berichtet vom Friedenshügel, dass dort einst eine Schlacht stattgefunden habe. Zum Gedächtnis sei der Hügel aufgeworfen worden. Der Stein der auf dem Hügel steht, würde jedes Mal herunterfallen, wenn Krieg bevorstehe.